# Samurai
Samurai (侍 (Thị)/ さむらい/ サムライ) có hai nghĩa. Theo nghĩa thứ nhất, samurai là một bộ phận của tầng lớp võ sĩ Nhật Bản, là thuộc hạ của các shogun, daimyo, và đứng trên một số bộ phận võ sĩ khác. Samurai theo nghĩa này là cách hiểu ở Nhật Bản. Theo nghĩa thứ hai và được sử dụng phổ biến trên thế giới ngoài Nhật Bản, samurai chính là tầng lớp võ sĩ (武士/ ぶし bushi) của Nhật Bản, tức là bao gồm cả shogun và daimyo.

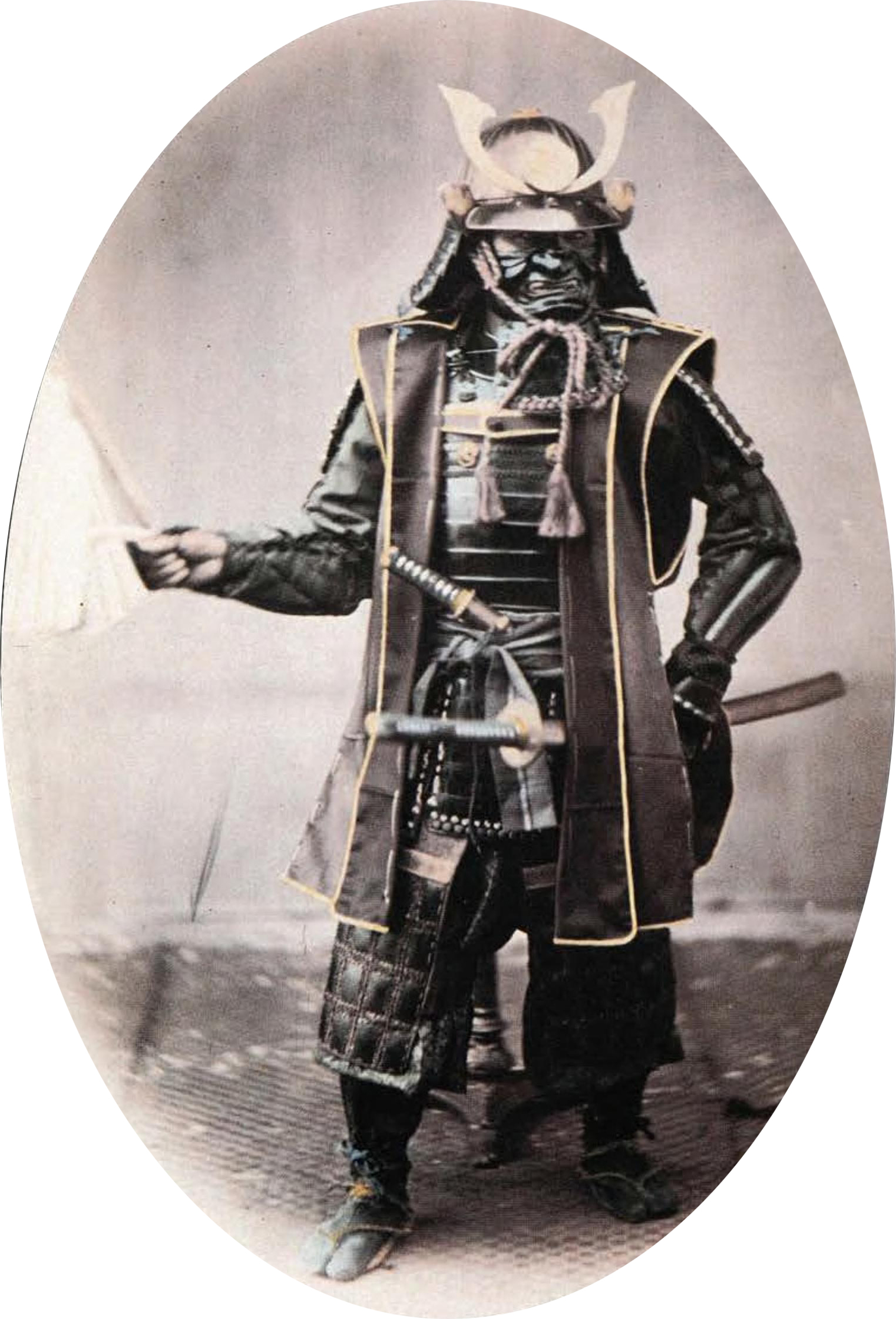
Võ sĩ Nhật trong bộ giáp đi trận - do Felice Beato chụp (khoảng 1860)

Bài này nói về samurai theo nghĩa thứ hai.

## Từ nguyên
Từ samurai có gốc từ chữ saburau (さ守らう) - nghĩa là người chăm sóc, bảo vệ, phục vụ - nhưng mang tính chất quyền quý.

## Lịch sử

### Nguyên thủy
Các nhà sử học tin rằng hình ảnh samurai nguyên bản bắt nguồn từ các kỵ binh, bộ binh và cung binh ở Nhật vào thế kỷ thứ 6. Sau những thất bại quân sự trước liên minh Đại Đường và Tân La, Nhật Bản phải thực thi hàng loạt các cuộc cải cách có tính chất và quy mô rộng rãi. Một trong các cuộc cải cách quan trọng là cuộc cải cách Taika (大化の改革, Đại Hóa cải cách) của Thiên hoàng Thiên Trí vào năm 646. Cuộc cải cách này đã đưa văn hóa tập tục của người Trung Quốc vào tầng lớp quý tộc Nhật và áp dụng chế độ chính quyền của Trung Quốc vào bộ máy quan liêu của Nhật. Một điều khoản trong bộ luật Yōrō và sau đó là bộ luật Taihō vào năm 702 yêu cầu dân chúng phải đều đặn đi tường trình nhằm phục vụ cho việc điều tra dân số. Đây là điềm báo trước sẽ diễn ra một cuộc cưỡng bách tòng quân trên khắp đất nước. Thiên hoàng Monmu (文武, Văn Vũ) đã ban hành một điều luật mà theo đó, cứ 3-4 đàn ông trưởng thành thì có một người bị sung vào quân đội quốc gia. Quân đội yêu cầu mỗi người lính tự chế tạo hay mua lấy vũ khí cho riêng họ, nhưng bù lại họ sẽ được miễn thuế và trách nhiệm công dân.

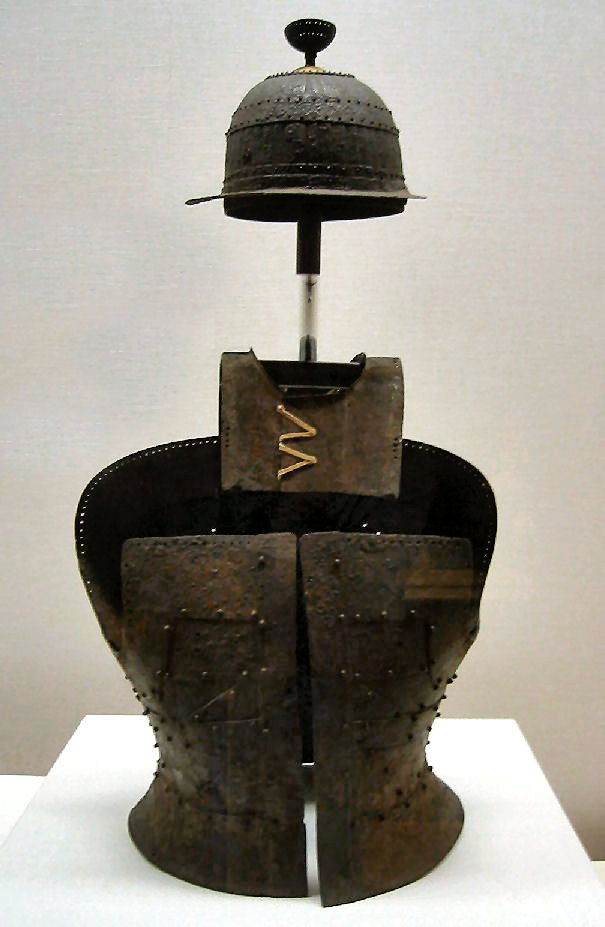
Mũ và giáp sắt với binh phù thời đại Kofun, thế kỷ 5. Bảo tàng viện Quốc gia Tokyo

Đầu thời Heian (平安時代 | B) (cuối thế kỷ thứ 8 và đầu thế kỷ thứ 9), với tham vọng bành trướng lãnh thổ về phía Bắc Honshū để củng cố quyền lực, Thiên hoàng Kammu (桓武天皇, Hoàn Vũ Thiên hoàng) đã cho quân đến đàn áp phiến quân Emishi nhưng đội quân của ông thất thủ do thiếu kỷ luật và ý chí chiến đấu. Vì vậy, Thiên hoàng Kammu bắt đầu dựa dẫm vào các thế lực địa phương và chiêu dụ họ, phong cho chức Seiitaishogun (征夷大将軍, Chinh di Đại tướng quân) hay gọi tắt là shogun (tướng quân). Với đội quân tinh thông về cưỡi ngựa và bắn cung (kyudo-弓道, Cung đạo), các thế lực này trở thành công cụ đắc lực để đàn áp quân nổi loạn cho Thiên hoàng. Dù các võ sĩ này ít nhiều đều được học hành nhưng lúc bấy giờ (thế kỷ thứ 7 đến thế kỷ thứ 9) trong mắt triều đình Thiên hoàng họ chỉ là những võ phu thô lỗ thất học không hơn không kém.
Cứ như vậy, cuối cùng, Thiên hoàng Kammu đã giải tán quân đội triều đình, từ đó thế lực của Thiên hoàng từng bước một suy sụp. Trong khi Thiên hoàng vẫn còn cai trị, các thị tộc ở Kyoto (京都, Kinh Đô) đã nắm trong tay một số chức vụ quan trọng như bộ trưởng, còn những người thân của họ dùng tiền mua lấy các chức quan trong tòa án. Để vơ vét của cải làm giàu và trả nợ cho mình, các quan tòa này thường xuyên đánh thuế nặng nề, khiến cho nhiều nhà nông mất hết ruộng đất. Trước sự đe dọa của nạn trộm cướp ngày càng tăng, các thị tộc bắt đầu tuyển mộ những người tha hương trên vùng đồng bằng Kanto, huấn luyện họ kỹ càng về võ thuật và đào tạo họ trở thành đội ngũ lính canh rất thiện chiến. Một số người có nhiệm vụ hộ tống các quan thu thuế, và chỉ sự hiện diện của họ thôi cũng đủ cho vị quan thu thuế này an toàn trước bọn trộm cướp. Họ được gọi là những "samurai", hay những thị vệ có vũ trang, nhưng lực lượng đầy tớ này nhanh chóng trở thành một thế lực vũ trang độc quyền. Thông qua những hợp đồng bảo vệ và các cuộc hôn nhân vì mục đích chính trị, họ dần dần giành được thế lực trong giới chính trị, và cuối cùng còn qua mặt cả giai cấp quý tộc truyền thống.
Một số thị tộc ban đầu chỉ là những nông dân. Họ đã cầm vũ khí vùng lên để bảo vệ chính mình và chống lại các quan do chính quyền phong kiến cử đến cai quản nơi họ sống và thực hiện chế độ thu thuế nặng nề. Những thị tộc này đã liên minh để có thể bảo vệ nhau trước các thị tộc khác có thế lực hơn. Giữa thời Heian, họ răm rắp tổ chức và vũ trang giống như quân đội Nhật Bản và ban hành luật lệ riêng cho họ, gọi là Bushido(武士道, vũ sĩ đạo).
Sau thế kỷ 11, người ta kính trọng các samurai là người có học thức, giáo dục và "văn võ song toàn" (bun bu ryo do), hay "bút và kiếm là một". Tên gọi ban đầu của các chiến binh, "Uruwashii", là một chữ kanji bao gồm ý nghĩa "văn chương" (文 bun) và "nghệ thuật quân sự" (武 bu), được nhắc đến trong Heike Monogatari (cuối thế kỷ 12). Heike Monogatari kể về cái chết của Taira no Tadanori, vị kiếm khách và nhà thơ kiệt xuất trong truyền thuyết như thế này: "Dù là bạn hay kẻ thù, ai cũng phải nhỏ lệ nơi tay áo tiếc thương cho ông mà thốt lên rằng, 'Tiếc thay! Tadanori là một vị tướng vĩ đại, tinh thông cả kiếm thuật và văn thơ, có thể nói là văn võ song toàn'."
Theo William Scott Wilson trong quyển Lý tưởng của Samurai: "Mỗi người lính trong tác phẩm Heike Monogatari đều là chân dung tiêu biểu của các chiến binh có học thức của thế hệ sau nay, và hình tượng lý tưởng của họ không phải là quá xa để vươn tới. Vì vậy, đây là cái đích mà các chiến binh cấp cao trong xã hội luôn đeo đuổi và được xem là hình ảnh đặc trưng của tầng lớp quân nhân Nhật Bản. Với Heike Monogatari, hình ảnh người chiến binh Nhật Bản trong văn học đã được phát triển đến mức hoàn thiện.
Sau này Wilson đã sưu tầm được các tài liệu của nhiều chiến binh, trong đó nhắc đến Heike Monogatari như là một tấm gương cho đời sau noi theo.

### Mạc phủ Kamakura và khởi đầu của giới samurai
Ban đầu các chiến binh này chỉ là tay sai của các lãnh chúa và các dòng họ quý tộc (公家 kuge), nhưng dần dần, họ từng bước giành lấy quyền lực để lật đổ tầng lớp thống trị và lập ra chính quyền thống trị samurai đầu tiên trong lịch sử.
Khi các quý tộc địa phương đã chuẩn bị đầy đủ về lực lượng, lương thực, khí giới, họ liên minh với nhau với một tổ chức có phân cấp bậc, địa vị rõ ràng, đứng đầu là toryo, hay thủ lĩnh. Người thủ lĩnh này đặc biệt phải là họ hàng xa của Thiên hoàng, hay ít nhất cũng thuộc một trong ba dòng họ quý tộc (Fujiwara, Minamoto và Taira). Ban đầu các toryo được triều đình phong làm quan phủ ở các tỉnh lỵ trong thời hạn 4 năm, nhưng sau khi mãn nhiệm kỳ các toryo chẳng những không quay về kinh đô mà còn đem chức quan đó ra làm một thứ tài sản thừa kế cho thế hệ sau (theo kiểu cha truyền con nối) để tiếp tục lãnh đạo quý tộc địa phương đàn áp các cuộc nổi loạn trên khắp nước Nhật vào khoảng giữa và cuối thời Heian.

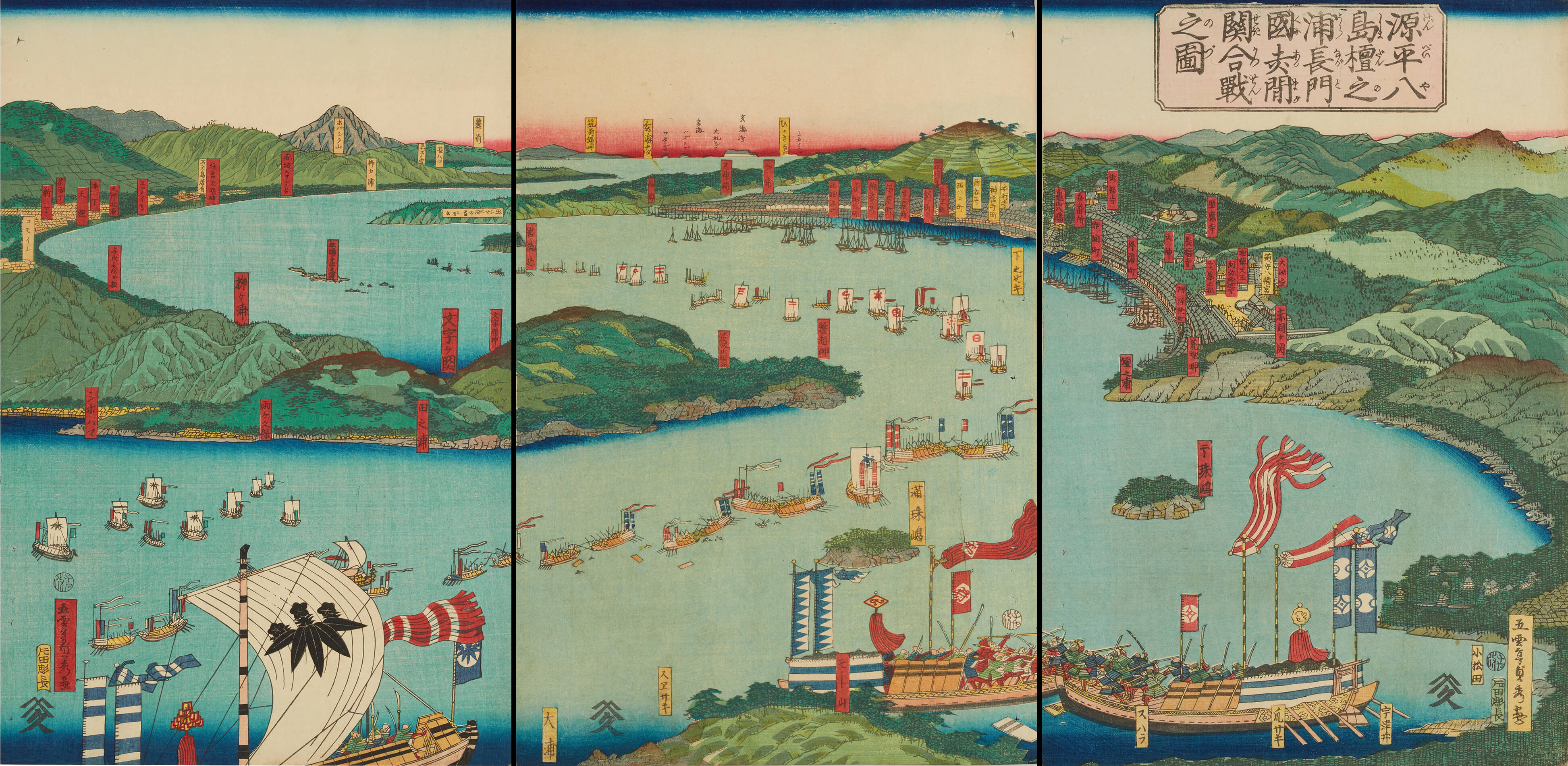
Võ sĩ đánh nhau trong trận Dan-no-Ura năm 1185

Nhờ binh lực hùng mạnh và tài lực vững chắc, đội quân của các quý tộc sau cùng đã trở thành một thế lực quân đội mới của triều đình. Quyền lực của họ đã được củng cố vững chắc sau cuộc nổi loạn Hōgen vào cuối thời Heian; và cũng từ đó mà dẫn đến hậu quả là sự đối đầu của hai gia tộc thù địch nhau Minamoto và Taira, trong cuộc nổi dậy Heiji vào năm 1160.
Sau nhiều chiến thắng vang dội, tướng Taira no Kiyomori trở thành chiến binh đầu tiên vươn tới chức Thiên hoàng quân sư, thậm chí nắm trong tay chính quyền trung ương, lập ra chính quyền thống trị samurai đầu tiên và biến Thiên hoàng thành một đấng quân vương bù nhìn. Dù vậy, dòng họ Taira vẫn tỏ ra khoan hòa, thận trọng trong quan hệ với dòng họ Minamoto; thay vì mở rộng và củng cố quân đội của mình, dòng họ Taira đã áp dụng chiêu "mỹ nhân kế", đưa những phụ nữ trong gia tộc tiến cung và lợi dụng họ giành lấy quyền hành từ tay Thiên hoàng.
Hai dòng họ Taira-Minamoto lại tiếp tục đối đầu nhau vào năm 1180 với chiến tranh Genpei và kéo dài đến năm 1185. Chiến thắng của Minamoto no Yoritomo đã cho thấy sự thất bại của quý tộc trước các chiến binh samurai. Năm 1190 Yoritomo đến Kyoto; năm 1192 trở thành Seii Taishogun (chính dị đại tướng quân), thành lập chế độ Mạc phủ Kamakura hay Kamakura Bokufu, dời đô từ Kyoto về Kamakura, gần căn cứ quân đội của ông. Bakufu có nghĩa là "chính quyền lều trại", bởi hiện thời chính quyền mang tính chất là chính quyền quân sự và quân đội đều sống trong các khu lều trại.
Thời gian qua đi, dòng dõi samurai trở thành các chiến binh quý tộc (buke), trên danh nghĩa chỉ thuộc quyền cai quản của quý tộc triều đình. Khi các samurai bắt đầu học các thú tiêu khiển theo kiểu quý tộc như thư đạo, thi ca... thì các nhà quý tộc, ngược lại, bắt đầu sống theo kiểu samurai. Trải qua hàng loạt mưu đồ và những thời đại trị vì ngắn ngủi của các vị hoàng đế khác nhau, quyền lực thật sự giờ đây nằm trong tay các shogun và các samurai.

### Mạc phủ Ashikaga và thời phong kiến
Các dòng tộc samurai lao vào các cuộc tranh giành quyền lực diễn ra suốt thời Mạc phủ Kamakura và Mạc phủ Ashikaga.
Phật giáo Thiền tông được truyền bá rộng rãi trong giới samurai vào thế kỷ 13, giúp các võ sĩ gò mình vào khuôn mẫu đạo đức và vượt qua nỗi sợ hãi về giết chóc, nhưng tôn giáo phổ biến trong quần chúng nhân dân lại là Tịnh Độ Tông.

Samurai Suenaga phản kháng khi Mông Cổ tấn công Nhật. Moko Shurai Ekotoba (蒙古襲来絵詞), khoảng năm 1293

Năm 1274, nhà Nguyên đưa quân xâm lược Nhật Bản với 40.000 quân và 900 thuyền chiến tấn công từ phía bắc Kyushu. Nước Nhật chỉ đưa vỏn vẹn 10.000 võ sĩ samurai để đối phó. Mặt khác, quân xâm lược cũng bị choáng váng ít nhiều sau những trận dông bão trước khi bị các samurai giáng cho một đòn nặng nề. Quân Nguyên rút lui; cuộc xâm lược chấm dứt. Chiến thắng này được ghi nhớ bởi quân xâm lược Mông Cổ cũng sử dụng loại bom nhỏ mà sau này được cải tiến thành bom và thuốc súng của quân Nhật.
Quân Nhật nhận thấy sẽ lại có một cuộc xâm lăng mới, và bắt đầu xây dựng một phòng tuyến bằng đá quanh vịnh Hakata vào năm 1276. Hoàn thành năm 1277, phòng tuyến này trải dài 20 km dọc theo bờ biển, sau này trở thành căn cứ phòng vệ trọng yếu trước sự xâm lược của quân Mông. Người Mông Cổ cố gắng dàn xếp vấn đề bằng đường lối ngoại giao suốt những năm 1275-1279, nhưng mỗi vị sứ giả được cử đưa đến Nhật đều bị xử tử.

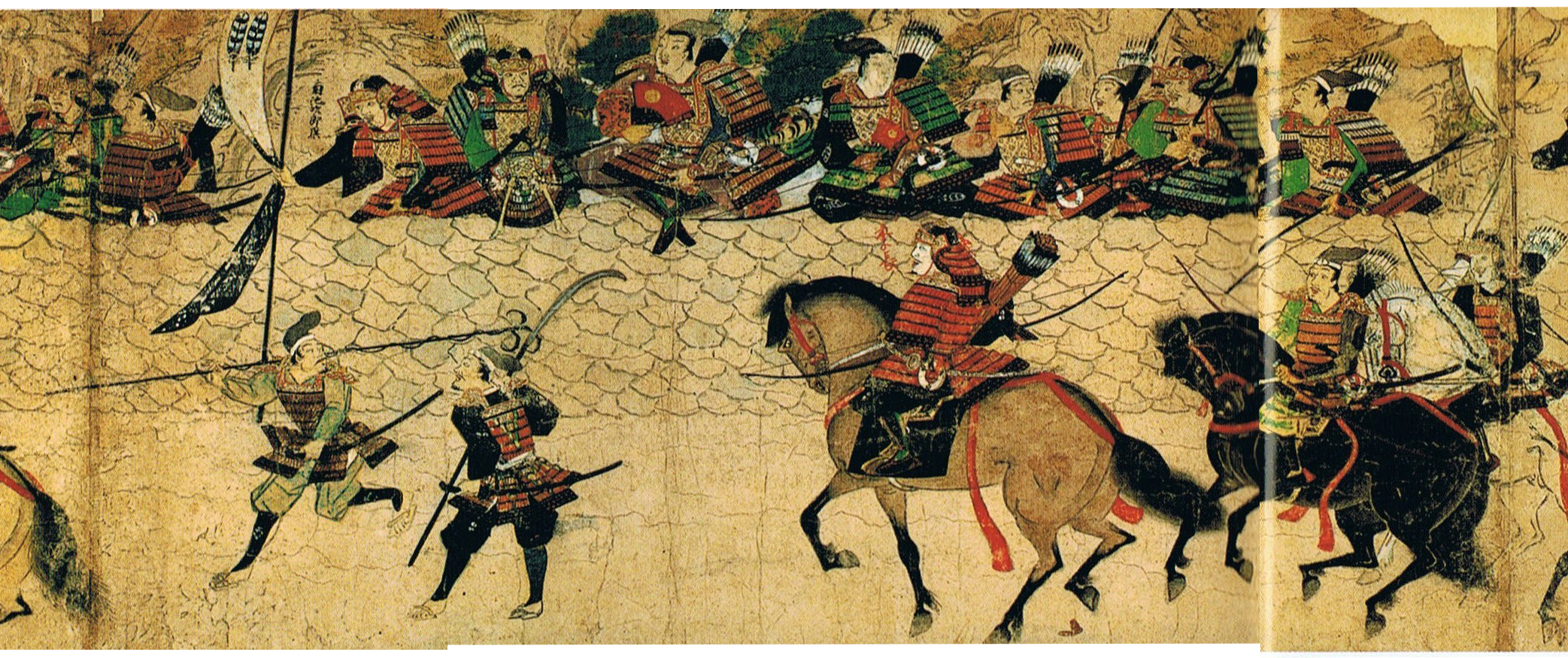
Trong trận đánh tạo Hakata-ku, Fukuoka. Moko Shurai Ekotoba, (蒙古襲来絵詞) khoảng 1293

Năm 1281, nhà Nguyên tiếp tục xâm lược Nhật Bản với đội quân 140.000 người và 4.400 thuyền chiến. Miền Bắc Kyushu được canh phòng với đội quân phòng vệ 40.000 người. Quân Mông chưa kịp hành quân vào đất liền thì gặp ngay một cơn bão to khi đổ bộ vào một hòn đảo ở Kyushu, tổn thất nặng nề. Một lần nữa quân Mông phải rút chạy sau những đợt phản kháng của quân Nhật ở phòng tuyến vịnh Hakara.
Những cơn dông năm 1274 và trận bão to năm 1281 đã giúp cho các samurai đẩy lùi quân xâm lược Mông Cổ dù chênh lệch về lực lượng rất lớn. Những trận gió này được biết đến với cái tên kami-no-kaze, tức "thần phong", và càng khắc sâu niềm tin của người Nhật rằng đất nước của họ thuộc về thần thánh và được bảo vệ bởi các thế lực siêu nhiên.
Thế kỷ 14, một thợ rèn tên là Masamune đã cải tiến kết cấu hai lớp của thép mềm và thép cứng dùng trong việc rèn kiếm, giúp nâng cao độ cứng và độ bền. Kỹ thuật mới này đã giúp cho thanh kiếm Nhật Katana trở thành một trong những khí giới lợi hại nhất của thời kì tiền công nghiệp ở Đông Á. Nhiều thanh kiếm được xuất khẩu xuyên Đông Hải, một số được đưa đến tận Ấn Độ xa xôi.
Việc anh em trong nhà hãm hại lẫn nhau, giành địa vị con trưởng để thừa kế tài sản thường xuyên xảy ra ở thời kì này, trái hẳn với các điều luật trước thế kỷ 14, quy định tài sản thừa kế được chia theo công trạng của mỗi người. Các cuộc xâm lấn địa phận và xung đột, tranh cãi giữa các samurai xảy ra liên miên, trở thành một vấn đề đáng lo ngại suốt thời Mạc phủ Kamakura và Mạc phủ Ashikaga.

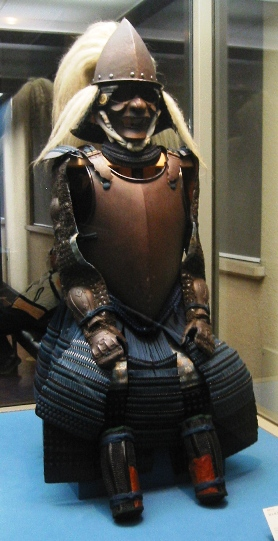
Áo giáp samurai của người Nanban ở phía Tây Nhật Bản, thế kỉ 16

Thời kì Chiến quốc (Sengoku jidai) đánh dấu sự nới lỏng về đạo đức trong văn hóa samurai. Các tầng lớp xã hội khác thi nhau gắn lên mình cái mác võ sĩ và ung dung được mọi người kính trọng dưới tư cách một samurai. Vì vậy, tinh thần Võ sĩ đạo (bushido)trở thành một nhân tố quan trọng trong việc cải quản và ổn định xã hội trong thời kì hỗn loạn này.
Các chiến lược và trình độ kỹ thuật của Nhật phát triển rất nhanh vào thế kỉ 15 và thế kỉ 16. Quân đội chủ yếu là bộ binh có tên gọi là ashigaru ("túc khinh", do chiến bào của họ rất nhẹ), gồm những võ sĩ có địa vị thấp kém và dân thường, được trang bị bằng giáo dài (nagayari) hay Naginata, phối hợp với kỵ binh tinh nhuệ. Số quân được huy động cho chiến sự dao động từ hàng ngàn đến hàng chục vạn người.
Súng hỏa mai, một dạng của súng trường, ban đầu được người Tây Ban Nha mang đến trên một chiếc thuyền hải tặc của Trung Quốc vào năm 1543, và người Nhật Bản đã chế tạo được nó thành công trong vòng chưa đến 1 thập kỉ. Kể từ đó, các nhóm sản xuất súng hỏa mai đóng một vai trò cực kỳ quan trọng trong quân đội.
Cuối thời phong kiến, nước Nhật sở hữu hàng trăm ngàn khẩu súng trường và quân số khổng lồ lên đến hơn 100.000 người. Thậm chí quân đội Tây Ban Nha hùng mạnh nhất châu Âu thời bấy giờ cũng chỉ sở hữu vài ngàn khẩu súng trường và khoảng 30.000 quân. Các ninja cũng đóng một vai trò tích cực trong lĩnh vực tình báo.
Năm 1592, rồi lại năm 1598, Toyotomi Hideyoshi xua quân xâm lược Trung Quốc (唐入り) và đưa đoàn quân 160.000 samurai tiến đánh Triều Tiên (朝鮮征伐）, nhanh chóng chiếm ưu thế nhờ vũ khí lợi hại và quân đội tổ chức cao. Các tướng samurai nổi tiếng nhất trong cuộc chiến này là Kato Kiyomasa và Shimazu Yoshihiro.
Khi chế độ cũ bị lật đổ, cái tài xoay xở tháo vát của các samurai càng được thể hiện nổi trội trong mọi nỗ lực để duy trì thế lực quân sự và các tổ chức nhà nước trong phạm vi cai quản của mình. Đến thế kỉ 19, hầu hết các gia tộc samurai có nguồn gốc tổ tiên từ thời kì này đều tự nhận là dòng dõi của 4 dòng họ quý tộc thời xưa, Minamoto, Taira, Fujiwara và Tachibana. Và tất nhiên, thật khó để chứng minh điều đó.
Xem thêm: Thời kì mậu dịch Nanban

### Oda, Toyotomi và Tokugawa
Oda Nobunaga là lãnh chúa vùng Nagoya (trước đây là Tỉnh Owari) và là một samurai kiệt xuất của Thời kỳ Chiến quốc. Ông đã thống nhất các lãnh chúa trên toàn lãnh thổ Nhật Bản và lập nên một nước Nhật Bản thống nhất.
Oda Nobunaga đã làm một cuộc cải cách trong chiến lược và tổ chức quân đội, cho sản xuất súng trường hạng nặng, chú trọng đổi mới thương và công nghiệp. Những chiến thắng nối tiếp nhau trở thành bàn đạp cho quân đội của ông đạt đến mục tiêu lật đổ Mạc phủ Ashikaga và tước bỏ quyền lực quân sự của các tăng binh, châm ngòi cho các cuộc xung đột phù phiếm trong dân chúng suốt hàng thế kỉ. Tấn công vào cả nơi tôn nghiêm của các chùa miếu, họ trở thành vấn đề đau đầu của Thiên hoàng và bất cứ vị lãnh chúa nào muốn kiểm soát tầm ảnh hưởng của họ. Oda Nobunaga mất năm 1582 khi tướng dưới quyền Akechi Mitsuhide cùng các thế lực phản nghịch nổi dậy chống lại ông.

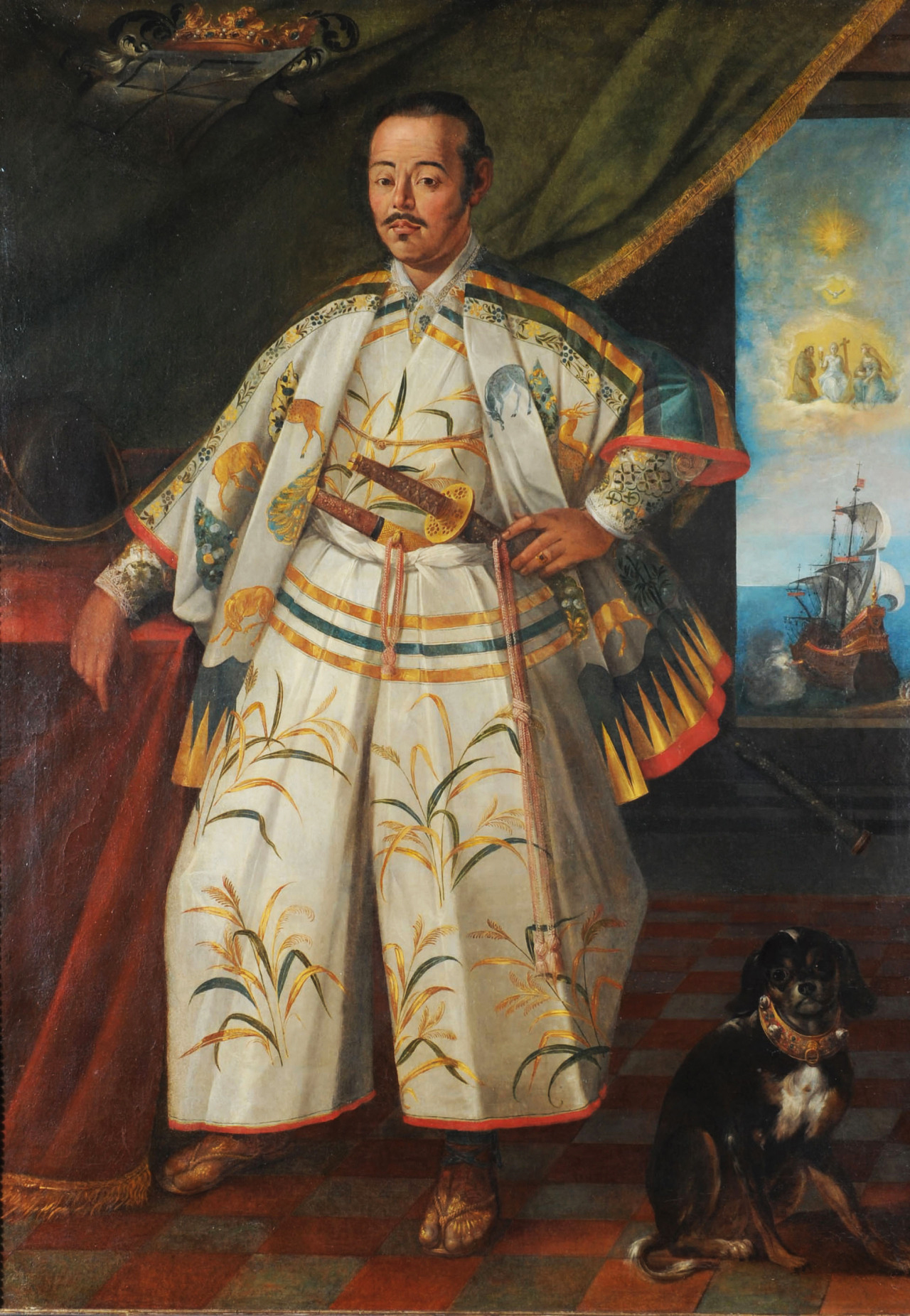
Samurai Hasekura Tsunenaga, Roma, 1615, Coll. Borghese, Roma

Quan trọng hơn, Toyotomi Hideyosi và Tokugawa Ieyasu, các thủ hạ trung thành của Nobunaga, lại chính là người lập ra triều đại Mạc phủ Tokugawa. Hideyoshi là tướng giỏi được Nobunaga trọng dụng; còn Ieyasu là bạn cùng lớn lên với Nobunaga từ thời thơ ấu. Hideyoshi đã đánh bại kẻ phản bội Mitsuhide chỉ trong vòng một tháng và trở thành người kế tục sự nghiệp của chủ soái Nobunaga.
Cả hai người đều có phần trong các chiến công của Nobunaga trước đó và đã tiếp nối sự nghiệp thống nhất Nhật Bản của Nobunaga. Người xưa có câu: "Thống nhất Nhật Bản là một cái bánh gạo. Oda làm bánh, Hashiba nặn bánh. Cuối cùng chỉ Ieyashu được ăn bánh" (Toyotomi Hideyoshi theo họ Hashiba khi còn là thuộc hạ của Nobunaga).
Mãi cho đến thời kỳ Minh Trị, các thành viên trong Chính phủ Minh Trị đã xác định hướng canh tân đất nước bằng cách học hỏi theo sự phát triển của các Đế quốc Anh và Đức, đặt cơ sở quốc gia trên nền tảng kết hợp giữa hệ thống tầng lớp quý tộc phương Tây và tầng lớp võ sĩ Samurai truyền thống. Và như thế, với cuộc Minh Trị Duy tân nửa sau thế kỷ 19, tầng lớp samurai được bãi bỏ và một tổ chức quân đội quốc gia theo kiểu phương Tây được hình thành. Về cơ bản, Đế quốc Nhật Bản có quân đội với những binh sĩ được trưng binh, tuy nhiên, rất nhiều cựu samurai tình nguyện tham gia và họ được huấn luyện để trở thành các sĩ quan. Với truyền thống samurai cũ, tính kỷ luật cao, khả năng huấn luyện tốt và lòng trung thành tuyệt đối, họ nhanh chóng trở thành tầng lớp sĩ quan nòng cốt của Đế quốc Nhật.
Bên cạnh đó, tầng lớp samurai cũng hóa thân vào tầng lớp trí thức bởi rất nhiều trong số họ có học thức và được đào tạo tốt. Họ cũng nhanh chóng trở thành nòng cốt của hệ thống kinh tế, giáo dục, báo chí và cả hệ thống hành chính.

## Huyền thoại và sự thật
Phần lớn samurai (trong thời kỳ Edo) gắn liền với quy tắc danh dự gọi là võ sĩ đạo (武士道), và luôn là những người làm gương cho cấp dưới. Một phần đáng chú ý của quy tắc võ sĩ đạo là luật tự mổ bụng (切腹) hay còn gọi là harakiri, cho phép một samurai bị hạ nhục phục hồi danh dự cho mình bằng cái chết, nơi samurai vẫn còn chịu ơn nguyên tắc Võ sĩ đạo. Tuy nhiên, quy tắc Võ sĩ đạo được viết ra trong thời bình và đã không phản ánh trung thực tính chất chiến binh của một samurai. Trong khi vẫn tồn tại những cách hành xử của samurai mang tính chất huyền thoại, những nghiên cứu về Võ gậy Nhật Bản và Võ đạo Nhật Bản đã cho thấy trên chiến trường, samurai cũng là những chiến binh như bao chiến binh khác.
Mặc dù được gắn với quy tắc Võ sĩ đạo, trên thực tế, samurai vẫn có những người không trung thành và phản bội (như Akechi Mitsuhide), hèn nhát, dũng cảm, hoặc quá trung thành (như Kusunoki Masashige). Samurai thường trung thành đối với cấp trên trực tiếp của họ, những người sẽ gắn liền lòng trung thành với những lãnh chúa cao hơn. Sự trung thành với lãnh chúa cao hơn thường thay đổi; ví dụ như, những lãnh chúa cấp cao dưới quyền Toyotomi Hideyoshi được phục vụ bởi những samurai trung thành, nhưng một số lãnh chúa phong kiến có thể chuyển sự ủng hộ qua Tokugawa, mang theo những samurai trung thành với họ. Tuy nhiên, cũng có những trường hợp samurai sẽ bất trung với lãnh chúa hoặc đại lãnh chúa, khi lòng trung thành đối với Thiên Hoàng cao cả hơn.
Một khả năng huyền thoại của samurai là Song đấu Tâm lý (Duel of Wills), một kỹ thuật tâm lý để kiểm tra sức mạnh tinh thần của kẻ địch mà không phải đánh nhau. Hai người tham chiến (phải cùng là samurai, hoặc ở đẳng cấp ngang nhau) nhìn chằm vào nhau, không chớp mắt trong yên lặng, không cử động cơ thể, cho đến khi một trong hai phải thất bại (mặc dù cũng có những câu chuyện - tuy hiếm - khi cả hai cùng thất bại một lúc).

## Samurai lừng danh
- Sanada Yukimura
- Date Masamune
- Akechi Mitsuhide
- Miyamoto Musashi
- Uesugi Kenshin
- Takeda Shingen
- Minamoto Yoshiie
- Saigo Takamori

## Phim về Samurai
- The Hidden Fortress
- The Seven Samurai
- Sanjuro
- Ran
- Twilight Samurai
- Yojimbo
- The Last Samurai
- Samurai Trilogy
- When the Last Sword Is Drawn
- Kagemusha
- Sword of Doom
- Aragami
- Samurai Fiction
- Yojimbo
- Samurai Sentai Shinkenger
- 47 Ronin